# Голям корморан
Големият корморан (Phalacrocorax carbo), голяма дяволица, карабатак е птица от семейство Корморанови. Среща се и в България. Той е най-едрият от трите вида корморани, които гнездят в България.

## Разпространение
Една от най-големите гнездови колонии на вида се намира на дунавския остров Цибър (Ибиша).

## Физически характеристики
В брачно оперение се отличава по белезникавите страни на шията и наличието на две бели (видими отдалеч) петна на слабините, близо до подкрилията. Извън размножителния период е възможно да се объркат както възрастните, така и младите птици със средната дяволица, особено по черноморското ни крайбрежие, където зимуват и двата вида.

## Начин на живот и хранене
Видът е специализиран ихтиофаг – храни се с риба. Дневно изяжда по 0,5 – 0,75 kg риба, но яде и жаби и дребни водни змии. В горещо време родителите пренасят вода с клюна си, с която пръскат малките си корморанчета в гнездото, за да се разхладят.